# Cal Però
Cal Però és un edifici del municipi de Sant Llorenç Savall (Vallès Occidental) protegit com a bé cultural d'interès local.
És una casa entre mitgeres. A la façana principal s'obre la porta d'entrada de forma allindanada. A la llinda hi ha gravat la data de construcció i el nom del propietari: "1787. Ventura Rifé", i una llançadora de teler. L'estil és molt esquemàtic i està fet mitjançant incisions.